# Tobias Ludvigsson
Tobias Ludvigsson (Stoccolma, 22 febbraio 1991) è un ex ciclista su strada ed ex mountain biker svedese, era specialista delle cronometro, professionista dal 2012 al 2024, nel 2014 ha vinto l'Étoile de Bessèges.

## Palmarès

### Strada

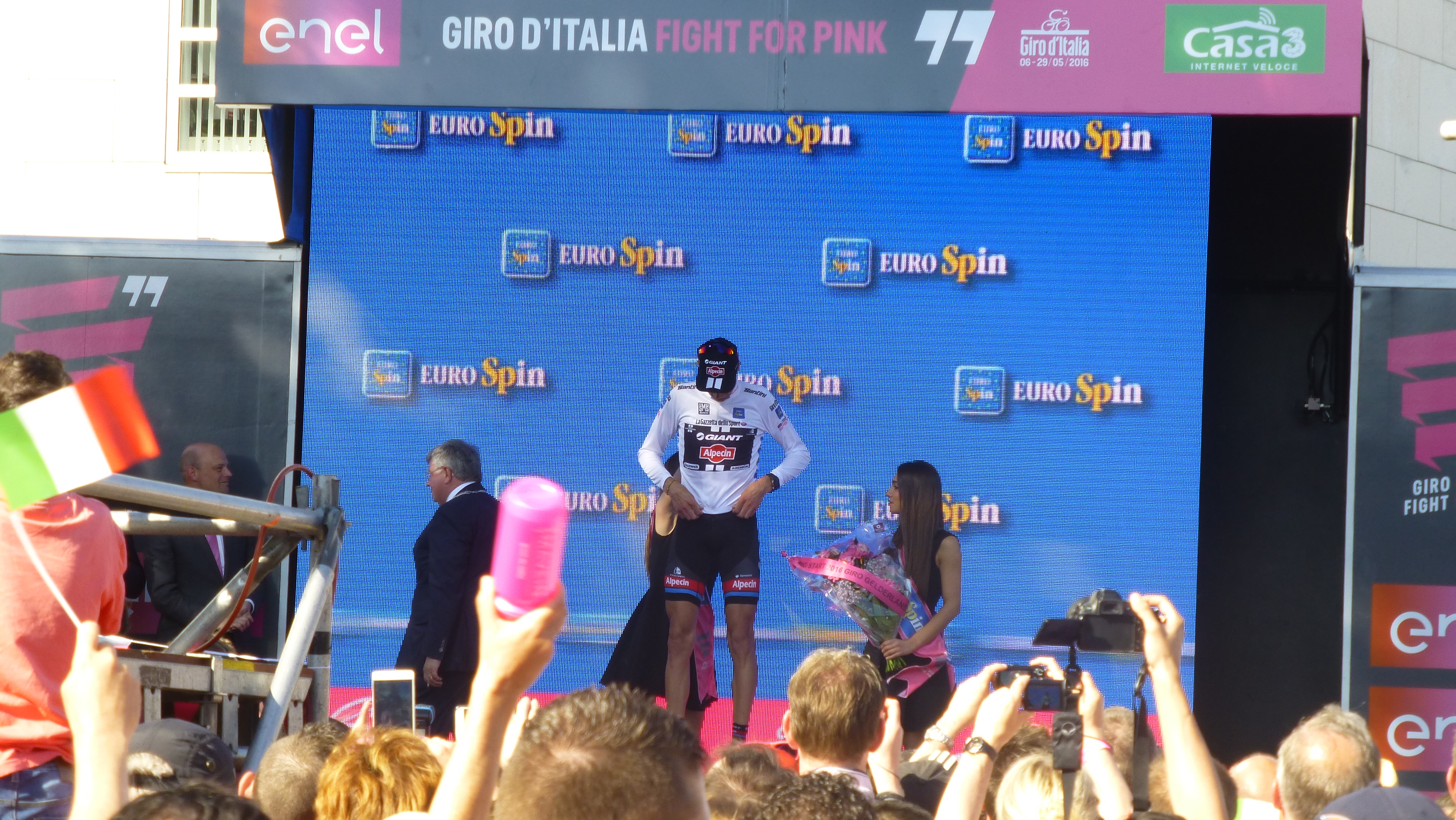
Ludvigsson sul palco ad Arnhem al Giro d'Italia 2016 riceve la maglia bianca di miglior giovane

- 2008 (Juniores)

Campionati svedesi, Gara a cronometro Juniores
- 2009 (Juniores)

Campionati svedesi, Gara a cronometro Juniores
- 2010 (Team Cykelcity)

2ª tappa Hammarö 3-dagars
- 2011 (Team Cykelcity, quattro vittorie)

Prologo Tour de Normandie
1ª tappa Hammarö 3-dagars
Classifica generale Hammarö 3-dagars
4ª tappa Internationale Thüringen Rundfahrt
- 2014 (Team Giant-Shimano, due vittorie)

5ª tappa Étoile de Bessèges
Classifica generale Étoile de Bessèges
- 2017 (FDJ, una vittoria)

Campionati svedesi, Prova a cronometro
- 2018 (Groupama-FDJ, una vittoria)

Campionati svedesi, Prova a cronometro
- 2019 (Groupama-FDJ, una vittoria)

Campionati svedesi, Prova a cronometro

#### Altri successi
- 2013 (Team Argos - Shimano)

Classifica giovani Driedaagse van West-Vlaanderen
Classifica giovani Circuit Cycliste Sarthe - Pays de la Loire

### MTB
- 2008 (Juniores)

Campionati svedesi, Cronometro Juniores
Campionati svedesi, Cross Country Juniores
Campionati svedesi, Team Relay

## Piazzamenti

### Grandi Giri
- Giro d'Italia

2013: 112º
2014: ritirato (12ª tappa)
2015: 83º
2016: 51º
2017: 85º
2019: 82º
2022: 102º
- Tour de France

2018: 74º
- Vuelta a España

2014: 62º
2016: 52º
2017: 59º
2019: 44º
2021: 99º

### Classiche monumento
- Milano-Sanremo

2023: 96º
- Giro delle Fiandre

2021: 100°
2022: ritirato
2024: ritirato
- Parigi-Roubaix

2023: ritirato
2024: ritirato
- Liegi-Bastogne-Liegi

2019: ritirato
- Giro di Lombardia

2012: ritirato
2014: ritirato
2015: ritirato
2016: ritirato

### Competizioni mondiali
- Campionati del mondo su strada

Mosca 2009 - In linea Juniors: 8º
Mosca 2009 - Cronometro Juniors: 22º
Melbourne 2010 - In linea Under-23: 39º
Copenaghen 2011 - Cronometro Under-23: 32º
Copenaghen 2011 - In linea Under-23: 56º
Limburgo 2012 - Cronometro Under-23: 32º
Limburgo 2012 - In linea Under-23: 24º
Toscana 2013 - Cronosquadre: 14º
Toscana 2013 - Cronometro Elite: 36º
Toscana 2013 - In linea Elite: ritirato
Ponferrada 2014 - Cronosquadre: 8º
Ponferrada 2014 - Cronometro Elite: 33º
Ponferrada 2014 - In linea Elite: ritirato
Richmond 2015 - Cronosquadre: 5º
Richmond 2015 - Cronometro Elite: 41º
Bergen 2017 - Cronometro Elite: 32º
Bergen 2017 - In linea Elite: 51º
Innsbruck 2018 - Cronometro Elite: 48º
Innsbruck 2018 - In linea Elite: ritirato
Imola 2020 - Cronometro Elite: 44º
Wollongong 2022 - In linea Elite: ritirato

### Competizioni europee
- Campionati europei

Hooglede-Gits 2009 - Cronometro Juniores: 22º
Hooglede-Gits 2009 - In linea Juniores: 16º
Ankara 2010 - Cronometro Under-23: 23º
Offida 2011 - Cronometro Under-23: 21º
Plumelec 2016 - Cronometro Elite: 29º
Plumelec 2016 - In linea Elite: 53º
Herning 2017 - Cronometro Elite: 18º
Glasgow 2018 - Cronometro Elite: 19º
Glasgow 2018 - In linea Elite: 45º
Alkmaar 2019 - Cronometro Elite: 14º
Monaco di Baviera 2022 - In linea Elite: 21º